# تاتسویا وادا
تاتسویا وادا (انگلیسی: Tatsuya Wada؛ زادهٔ ۲۱ ژوئن ۱۹۹۴) بازیکن فوتبال اهل ژاپن است.
از باشگاه‌هایی که در آن بازی کرده‌است می‌توان به باشگاه ورزشی توچیگی اشاره کرد.